# Genista sibirica
Genista sibirica, syn. Genista borysthenica — вид квіткових рослин з родини бобових (Fabaceae).

## Біоморфологічна характеристика
Кущ 70–150 см заввишки. Квіти завдовжки 10–12 мм..

## Поширення
Поширення: Україна, Росія.
В Україні вид росте на пісках Нижнього Дніпра